# Michael Wood
Michael David Wood (sinh ngày 23 tháng 7 năm 1948) là một nhà sử học và phát thanh viên người Anh. Ông đã giới thiệu nhiều bộ phim truyền hình nổi tiếng từ cuối những năm 1970 cho đến nay. Wood cũng viết một số sách về lịch sử nước Anh, bao gồm In Search of the Dark Ages, The Domesday Quest, The Story of England và In Search of Shakespeare. Ông được bổ nhiệm làm Giáo sư Lịch sử Công chúng tại Đại học Manchester vào năm 2013.

## Thiếu thời và giáo dục
Wood chào đời tại Moss Side, Manchester, Lancashire. Ông nhập học trường Heald Place Primary School ở Rusholme, Manchester. Khi lên tám tuổi, gia đình ông chuyển đến Wythenshawe tại đây ông theo học trường Benchill Primary School. Tại trường Manchester Grammar School, ông có hứng thú quan tâm đến kịch nghệ, đóng vai Grusha trong bộ phim nghiệp dư đầu tiên của Anh mang tên The Caucasian Chalk Circle của đạo diễn Brecht. Ông lấy bằng A môn tiếng Anh, tiếng Pháp và Lịch sử.
Wood học về lịch sử và tiếng Anh tại Oriel College, Oxford, du lịch nước Mỹ trong sáu tuần trong năm học cuối cùng của mình, và tốt nghiệp với bằng Cử nhân Văn học hạng hai. Sau đó, ông đã tiến hành nghiên cứu sau đại học về lịch sử Anglo-Saxon tại Oriel. Ba năm sau ông nghiên cứu để lấy bằng DPhil, rồi chuyển sang làm nhà báo trong hãng tin ITV.

## Sự nghiệp
Trong những năm 1970, Wood làm việc cho đài BBC tại Manchester. Ông là phóng viên đầu tiên và sau đó là một trợ lý sản xuất cho các chương trình thời sự hiện tại, trước khi quay trở lại với tình yêu lịch sử của mình qua sê-ri năm 1979–1981 In Search of the Dark Ages cho đài BBC2. Ông nhanh chóng trở nên nổi tiếng với khán giả nữ vì ngoại hình điển trai (ông được giới báo chí Anh gán cho cái tên một cách hóm hỉnh là "người yêu thích của phụ nữ suy tư"), cùng giọng nói sâu sắc, và thói quen mặc quần jeans bó sát người và áo khoác da cừu của mình. Tác phẩm của Wood cũng nổi tiếng ở nước Mỹ, được trình chiếu nhiều lần trên đài PBS và trên các mạng lưới truyền hình cáp khác nhau. Sê-ri Legacy (1992) là một trong những bộ phim tài liệu thường xuyên được phát sóng trên đài truyền hình Mỹ.
Từ năm 1990, Michael Wood từng là giám đốc công ty sản xuất truyền hình độc lập Maya Vision International. Năm 2006 ông tham gia vào cuộc vận động của Trường Khảo cổ học Anh tại Iraq, nhằm đào tạo và khuyến khích giới khảo cổ non trẻ của đất nước Iraq, và ông đã thuyết trình về chủ đề này. Năm 2013, Wood nhận lời mời làm Giáo sư Lịch sử Công chúng tại Đại học Manchester.

## Đời tư
Người bạn đời của ông trong mười năm sau, vào cuối những năm 1970 và đầu những năm 1980, là nhà báo và phát thanh viên Pattie Coldwell. Ông hiện đang sống ở bắc London với vợ, nhà sản xuất truyền hình Rebecca Ysabel Dobbs và hai cô con gái, Minakshi và Jyoti.

## Vinh danh
Wood là một thành viên của Hội Sử học Hoàng gia cho đến năm 2007. Năm 2009, ông được nhận bằng Tiến sĩ Văn chương danh dự của Đại học Sunderland. Tiếp đó là Tiến sĩ Văn học danh dự của Đại học Leicester năm 2011, và năm 2015, ông được Viện hàn lâm Anh trao tặng Huân chương Chủ tịch. Trước đây từng là Chủ tịch Hiệp hội Lịch sử học và Khảo cổ học Leicestershire, năm 2017, ông đã chấp nhận vị trí Phó Chủ tịch Danh dự, được đề nghị công nhận tác phẩm của ông trong loạt phim tài liệu mang tên Michael Wood's Story of England.

## Chương trình truyền hình
- In Search of the Dark Ages (1979–81)
- Great Railway Journeys ("Zambezi Express", 1980)
- Great Little Railways (episode 3: "Slow Train to Olympia", 1983)
- In Search of the Trojan War (1985)
- Domesday: A Search for the Roots of England (1986)
- The Hidden War (- Mountain Government)- The Battle Of Athens 1986
- Art of the Western World (1989)
- Legacy: A Search for the Origins of Civilisation (1992)
- In the Footsteps of Alexander the Great (1997)
- Conquistadors (2000)
- In Search of Shakespeare (2003)
- In Search of Myths and Heroes (2005)
- The Story of India (2007)
- Christina: A Medieval Life (2008)
- In Search of Beowulf (2009) (a.k.a. Michael Wood on Beowulf)
- Michael Wood's Story of England (2010)
- The Great British Story: A People's History (2012)
- King Alfred and the Anglo Saxons (2013)
- The Story of China (2016)
- Ovid: The Poet and the Emperor (2017)

## Phim tài liệu
- Darshan: An Indian Journey (1989)
- Traveller's Tales: The Sacred Way (1991)
- Saddam's Killing Fields (1993)
- Secret History: Hitler's Search for the Holy Grail (1999)
- Gilbert White: Nature Man (2006)
- Christina: A Medieval Life (2008)
- Alexander's Greatest Battle (2009)
- Shakespeare's Mother; The Secret Life of a Tudor Woman (2015)

## Tác phẩm
- In Search of the Dark Ages (BBC Books, 1981)[16]
- In Search of the Trojan War (1985)
- Domesday: A Search for the Roots of England (1988)
- Legacy: A Search for the Origins of Civilization (1992)
- The Smile of Murugan: A South Indian Journey (1995)
- In the Footsteps of Alexander the Great (1997)
- In Search of England: Journeys Into the English Past (1999)
- Conquistadors (2000)
- In Search of Shakespeare (2003)
- In Search of Myths and Heroes (2005)

Truy tìm huyền thoại và anh hùng, Nguyễn Kim Dân và nhóm cộng sự, Nhà xuất bản Từ điển Bách Khoa, 2007.
- India: An Epic Journey Across the Subcontinent (2007)
- The Story of England (2010)